# Tangara nigrocincta
Tangara nigrocincta là một loài chim trong họ Thraupidae.